# Paul Chocarne-Moreau
Paul Chocarne-Moreau, geboren als Paul Charles Chocarne (Dijon, 31 oktober 1855 – Neuilly-sur-Seine, 5 mei 1930), was een Franse kunstschilder.

## Biografie
Paul Chocarne werd geboren in Dijon op 31 oktober 1855 in een kunstenaarsfamilie. Zijn vader was schilderleraar en hij was de neef van paters Bernard Chocarne en Victor Chocarne, evenals de neef van de beeldhouwers Mathurin, Hyppolyte en Auguste Moreau.
Paul Chocarne ging naar de École des Beaux-Arts in Parijs, waar hij achtereenvolgens de leerling was van Tony Robert-Fleury en William Bouguereau. Hij begon op de Salon van Franse kunstenaars in 1882 en exposeerde daar vanaf dat jaar vrij regelmatig onder de naam Paul Chocarne-Moreau. In 1906 werd hij benoemd tot ridder van het Legioen van Eer.
Chocarne-Moreau is gespecialiseerd in genreschilderkunst. De hoofdrolspelers in zijn kunstwerken zijn over het algemeen grappige jongens met een populaire achtergrond zijn: jonge leerling-banketbakkers, schoorsteenvegers, altaarjongens, en schoolkinderen. Getuige van zijn tijd schilderde hij werken als Op de barricade die hij tentoonstelde op de Salon van 1909. Hij kon als een voorloper van Norman Rockwell worden beschouwd.

## Werken
- De banketbakker en de schoorsteenveger, olieverf op doek, Dijon, Dijon Museum of Fine Arts .
- Elk op zijn beurt Salon van 1899. Kinderachtig tafereel met een dronken man vermomd als Pierrot .
- Mid-Lent, Salon van 1907.

Werken toegeschreven aan Paul Chocarne-Moreau
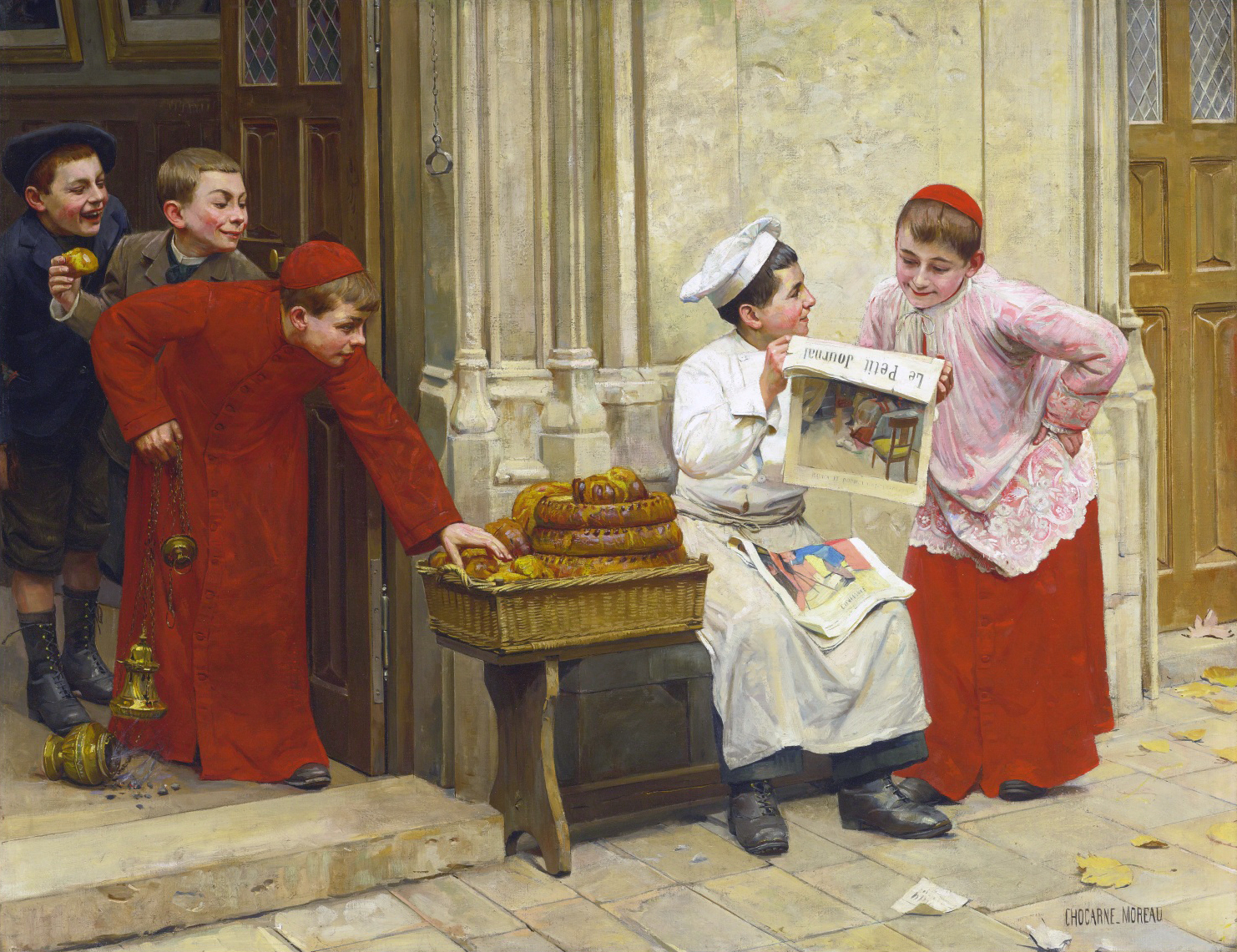
Le Petit Journal - Het krantje
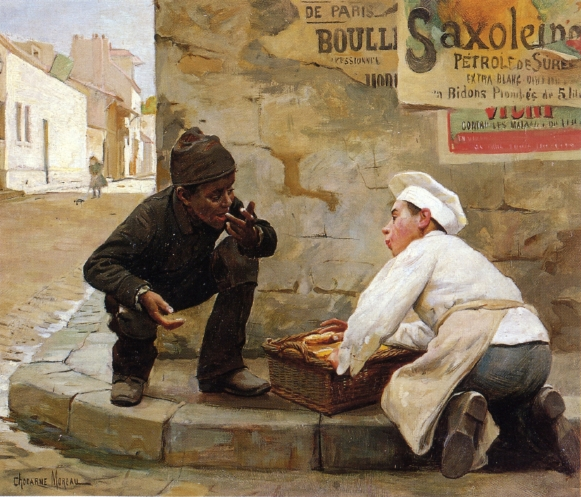
Les Bons Amis - Goede vrienden
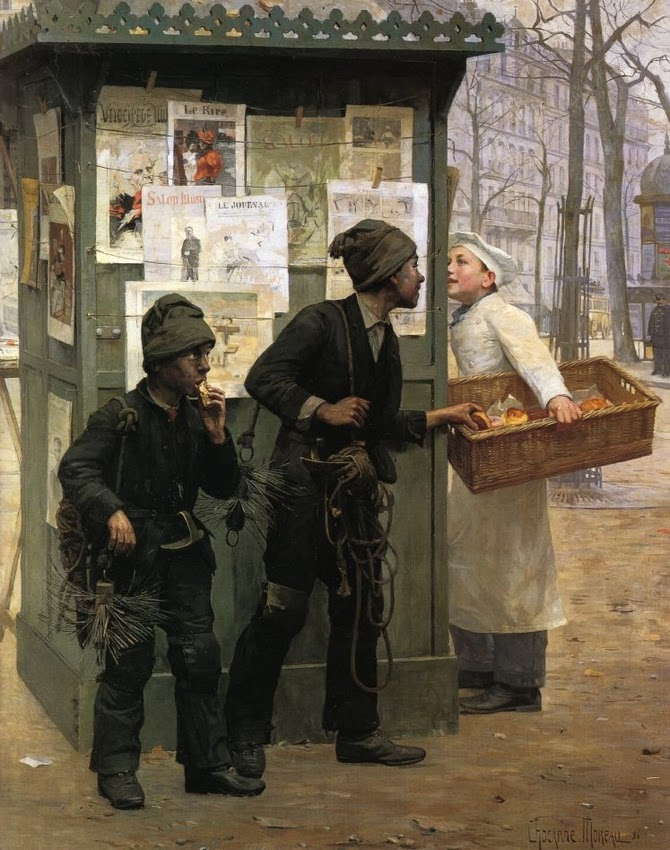
L'Occasion fait le larron - De kans maakt de dief
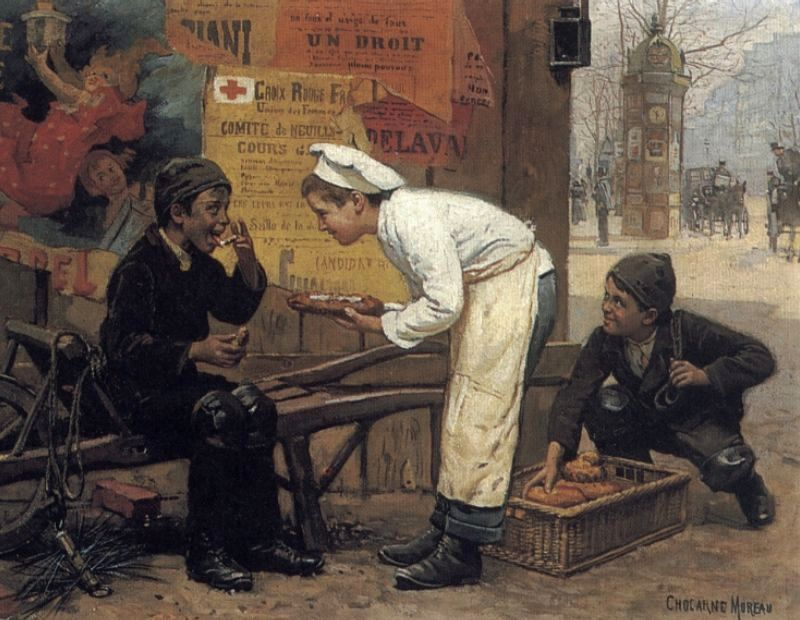
Le Voleur rusé - De sluwe dief
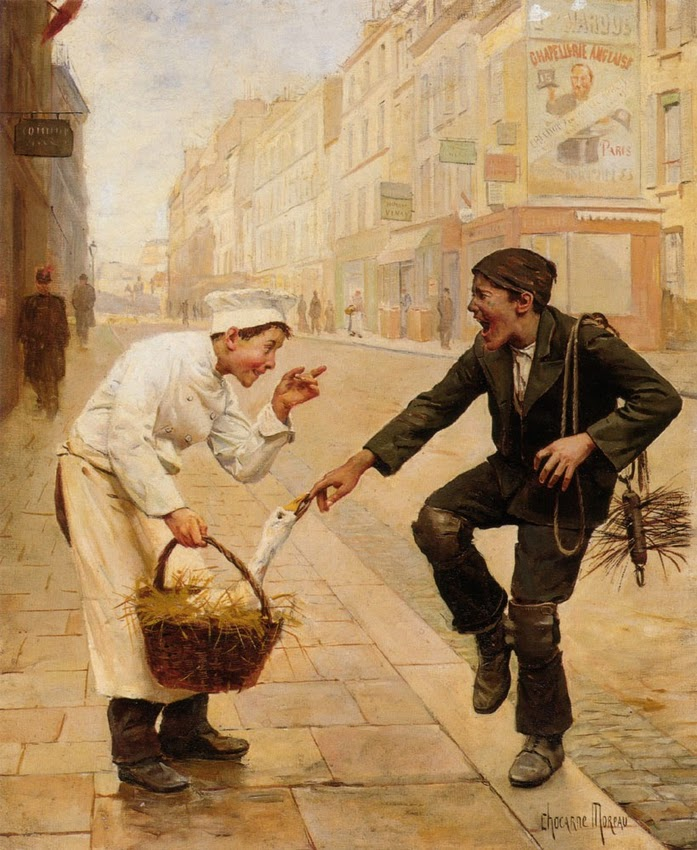
La Surprise - De verrassing
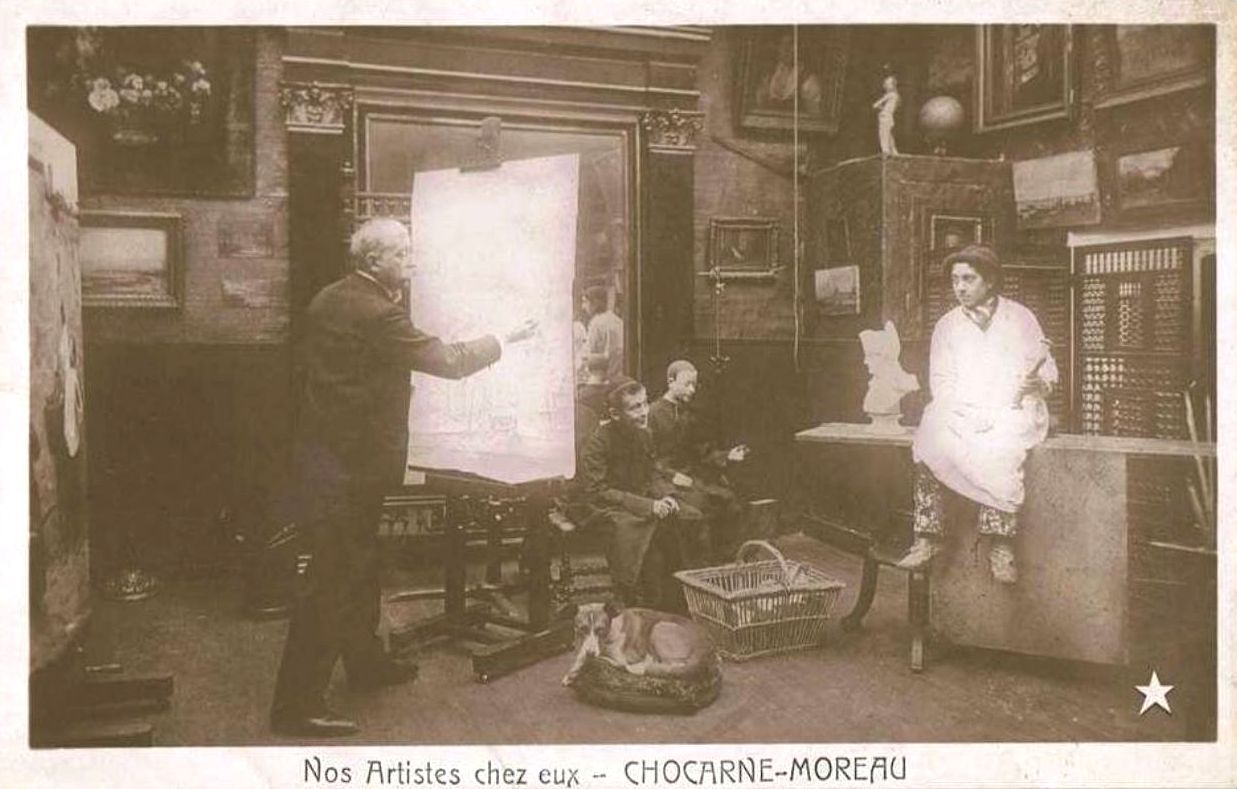
Paul Chocarne in zijn atelier met zijn modellen.